# Джунгано
Джунгано, Джунґано (італ. Giungano) — муніципалітет в Італії, у регіоні Кампанія, провінція Салерно.
Джунгано розташоване на відстані близько 280 км на південний схід від Рима, 90 км на південний схід від Неаполя, 45 км на південний схід від Салерно.
Населення — 1284 особи (2014).

## Демографія
Населення за роками:

Станом на 1 січня 2023 року в муніципалітеті офіційно проживали 92 іноземці з 14 країн, серед них 20 громадян країн Євросоюзу та 3 громадяни України.

## Сусідні муніципалітети
- Капаччо-Паестум
- Чичерале
- Трентінара